# ديلفين ديبارديو
ديلفين ديبارديو (بالفرنسية: Delphine Depardieu)‏ هي ممثلة فرنسية، ولدت في 8 مارس 1979 في فرنسا.

## وصلات خارجية
- ديلفين ديبارديو على موقع IMDb (الإنجليزية)
- ديلفين ديبارديو على موقع روتن توميتوز (الإنجليزية)
- ديلفين ديبارديو على موقع ألو سيني (الفرنسية)
- ديلفين ديبارديو على موقع تيرنر كلاسيك موفيز (الإنجليزية)
- ديلفين ديبارديو على موقع قاعدة بيانات الفيلم (الإنجليزية)
- ديلفين ديبارديو على موقع كينوبويسك (الروسية)